# 新潟市立内野小学校
新潟市立内野小学校（にいがたしりつ うちのしょうがっこう）は、新潟県新潟市西区内野山手にある、市立小学校。

## 概要
旧内野町の中心にある学校で、すぐ近くにはJR越後線内野駅がある。1873年（明治6年）の学制施行からある、伝統校であり様々な歴史を持つ学校である。校区は、日本海、新川、西川、広通川と豊かな水辺環境に恵まれ、北部には田園地帯や海岸林が広がっている。2014年あたりから隣の西内野小学校とともに児童数が大幅増加した。増加は2020年をピークに収まりつつある。

## 沿革
- 1873年（明治06年）- 第15番小学校区本校内野校として創立
- 1892年（明治25年）- 内野村立内野尋常小学校と改称
- 1928年（昭和03年）- 内野町内野尋常高等小学校と改称，校歌制定
- 1941年（昭和16年）- 内野町国民学校と改称
- 1947年（昭和22年）- 内野町立内野小学校と改称
- 1960年（昭和35年）- 内野町が新潟市に編入され新潟市立内野小学校と改称
- 1972年（昭和47年）- 創立100周年記念式典挙行、五十嵐小学校へ移籍を実施(60名)
- 1979年（昭和54年）- 西内野小学校を分離新設[2]

## 児童数
2022年度の全校児童数は857名。
新潟市内2位。

## 進学先中学校
新潟市立内野中学校